# Pedro Ricardo López
Pedro Ricardo López (dipartimento di Valle del Cauca, 1912 – 17 giugno 2006) è stato un calciatore e allenatore di calcio colombiano, di ruolo difensore.

## Biografia
Era originario del Dipartimento di Valle del Cauca.

## Caratteristiche tecniche

### Giocatore
Giocava come difensore sinistro.

### Allenatore
Durante il Sudamericano 1957 utilizzò il modulo 2-3-5.

## Carriera

### Giocatore

#### Club
Durante la sua carriera di giocatore, svoltasi interamente nel periodo dilettantistico (pre-1948), militò nel Boca Juniors di Cali e fu uno dei principali rappresentanti della Valle del Cauca.

#### Nazionale
Fece parte della Nazionale colombiana negli anni 1930: partecipò ai I Giochi Boliviariani nel 1938, giocando contro il Perù.

### Allenatore
Nel 1950 è stato il primo allenatore del Deportivo Pasto.
Fu assistente di György Orth alla guida della selezione di Valle del Cauca nel biennio 1956-1957; fu poi scelto dalla Federazione per ricoprire il ruolo di commissario tecnico della Nazionale maggiore durante il Campeonato Sudamericano de Football 1957. In quell'occasione la squadra nazionale fu composta dall'unione di giocatori della selezione di Valle del Cauca con i migliori calciatori professionisti dell'epoca. La Colombia debuttò il 13 marzo a Lima, perdendo 8-2 con l'Argentina; il 17 marzo ottenne la sua prima vittoria, 1-0 sull'Uruguay. La Nazionale guidata da López terminò al 5º posto su 7 partecipanti. Pedro López rimase in carica fino al 1º aprile 1957, giorno dell'ultimo incontro; a succedergli fu l'argentino Rafael Orlandi.